# E (видео)
| Оценки критиков | Оценки критиков |
| Источник        | Оценка          |
| --------------- | --------------- |
| AllMusic        | [ 1 ]           |

E (стилизовано как Ǝ) — видеоальбом американского рэпера Эминема, выпущенный 19 декабря 2000 года в форматах DVD и VHS на лейбле Aftermath / Interscope Records. Он состоит из семи музыкальных клипов из The Slim Shady LP и The Marshall Mathers LP, видеоролика съёмок клипа «Stan», короткого фильма под названием «The Mathers home» и скрытого видео «Shit on You» с альбома D12 Devil’s Night. Ǝ достиг 5-го места в чарте Billboard Music Video Sales и был сертифицирован дважды платиновым Британской ассоциацией производителей фонограмм.

## Список композиций
| №   | Название                  | Режиссёр              | Длительность |
| --- | ------------------------- | --------------------- | ------------ |
| 1.  | «Stan»                    | Филлип Этвелл Dr. Dre |              |
| 2.  | «The Way I Am»            | Пол Хантер            |              |
| 3.  | «The Real Slim Shady»     | Филлип Этвелл Dr. Dre |              |
| 4.  | «Role Model»              | Филлип Этвелл Dr. Dre |              |
| 5.  | «Guilty Conscience»       | Филлип Этвелл Dr. Dre |              |
| 6.  | «My Name Is»              | Филлип Этвелл Dr. Dre |              |
| 7.  | «Just Don’t Give a Fuck»  | Даррен Лаветт         |              |
| 8.  | «Stan: Behind the Scenes» | Деймон Джонсон        |              |
| 9.  | «The Mather’s Home»       | Филлип Этвелл         |              |
| 10. | «Shit on You»             |                       |              |

## Чарты
| Чарт (2001)                       | Высшая позиция |
| --------------------------------- | -------------- |
| США Music Video Sales (Billboard) | 5              |

## Сертификации
| Регион | Сертификация  | Продажи  |
| --- | ------------- | -------- |
| Великобритания (BPI) | 2× Платиновый | 100 000^ |
| * Данные о продажах приведены только на основе сертификации. ^ Данные о тиражах приведены только на основе сертификации. |               |          |